# The Eye (band)
The Eye er et musikalsk sideprojekt lavet i samarbejde mellem den franske black metal-musiker Vindsval, bedst kendt som frontmand for Blut aus Nord, og den norske musiker Tor-Helge Skei (også kendt som "Cernunnus"), der er bedst kendt som medstifter og mangeårigt medlem af bandet Manes.

## Musikere
- Vindsval - Alle instrumenter, vokal
- Tor-Helge Skei

## Diskografi

### Studiealbum
- 1997: Supremacy

### Demoer
- 1996: Normanniska